# 폭스캐처
《폭스캐처》(영어: Foxcatcher)는 베넷 밀러가 제작·연출한 2014년 미국의 전기 범죄 실화 드라마 영화이다. 스티브 커렐, 채닝 테이텀, 마크 러펄로, 버네사 레드그레이브가 출연했다.

## 출연
- 스티브 커렐 - 존 듀폰
- 채닝 테이텀 - 마크 슐츠
- 마크 러펄로 - 데이브 슐츠, 마크의 형
- 버네사 레드그레이브 - 장 듀폰, 존의 엄마
- 시에나 밀러 - 낸시 슐츠, 데이브의 아내
- 앤서니 마이클 홀 - 잭